# Добротів (зупинний пункт)
До́бротів — пасажирський залізничний зупинний пункт Івано-Франківської дирекції Львівської залізниці на неелектрифікованій лінії Коломия — Делятин між станціями Коломия (32 км) та Делятин (6 км). Розташований в однойменному селі Надвірнянського району Івано-Франківської області.

## Пасажирське сполучення
На платформі Добротів зупиняються приміські поїзди сполученням Коломия — Ділове